# Suslivka, Verhnodniprovsk
Suslivka (în ucraineană Суслівка) este un sat în comuna Dniprovokameanka din raionul Verhnodniprovsk, regiunea Dnipropetrovsk, Ucraina.

## Demografie
Componența lingvistică a localității Suslivka
     Ucraineană (90,58%)
     Rusă (8,7%)
     Alte limbi (0,72%)
Conform recensământului din 2001, majoritatea populației localității Suslivka era vorbitoare de ucraineană (90,58%), existând în minoritate și vorbitori de rusă (8,7%).